# Universidade de Miskolc
Universidade de Miskolc (em hungaro: Miskolci Egyetem - ME) é uma universidade pública, a maior universidade do Norte da Hungria. A universidade de Miskolc foi fundada em 1949, mas é o sucessor da Universidade de Mineração e Metalurgia de Selmecbánya (Banská Štiavnica) estabelecida em 1735.

## Faculdades
- Faculdade de Ciências da Terra e Engenharia (1735)
- Faculdade de Materiais e Engenharia Metalúrgica (1735)
- Faculdade de Engenharia Mecânica e Ciência da Informação (1949)
- Faculdade de Direito (1980)
- Faculdade de Economia (1987)
- Faculdade de Arte (1992)
- Béla Bartók Instituto da Música (1904/1997)
- Comenius Training College Academical (1531/2001)
- Faculdade de Saúde (1985/2005)